# North Carolina Football Club
Maillots
Actualités
Dernière mise à jour : 16 décembre 2024.

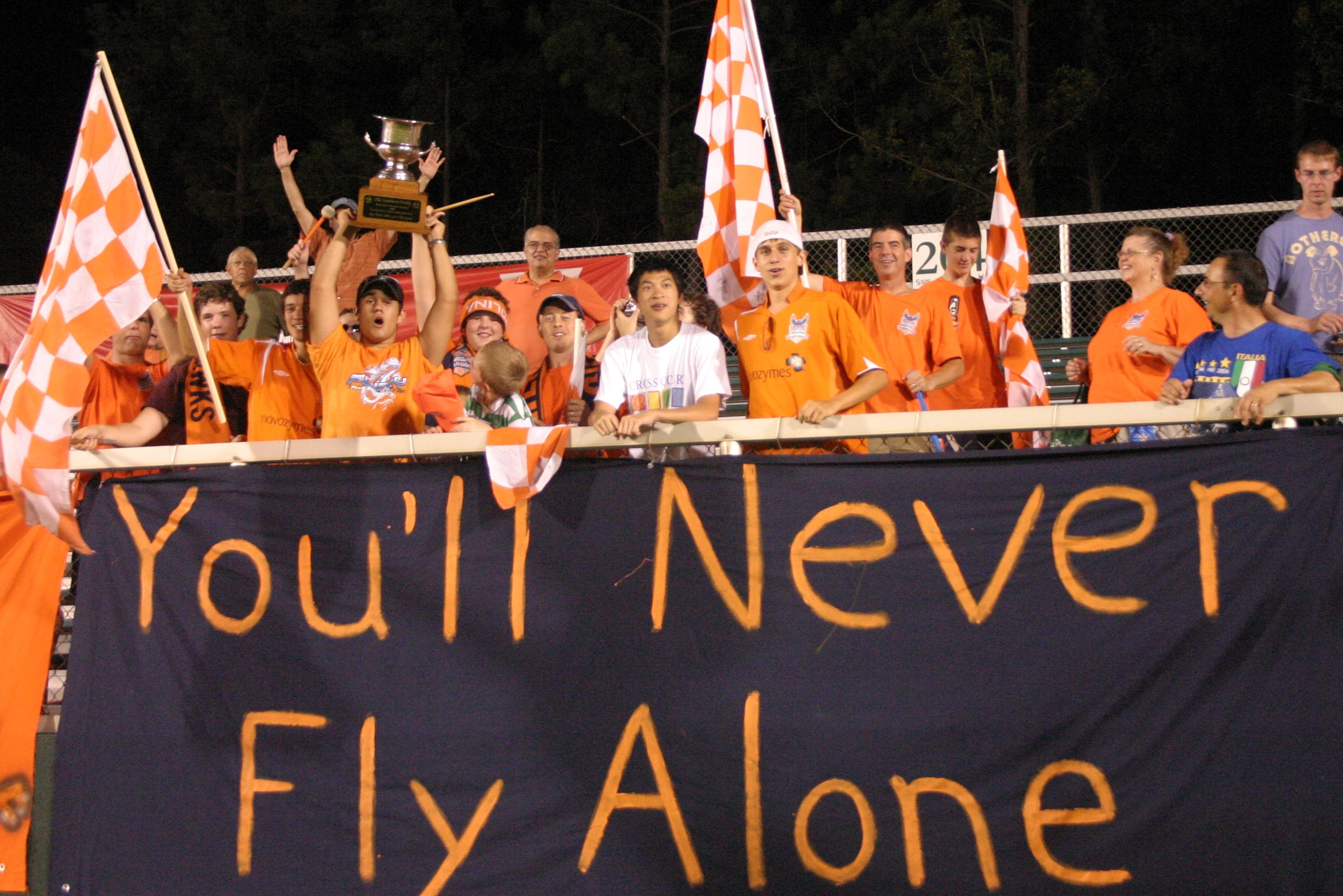
Des fans des Railhawks célébrant la victoire de leur équipe dans le Southern Derby Championship 2007 au SAS Soccer Park

Le North Carolina FC, anciennement RailHawks de la Caroline (en anglais : Carolina RailHawks), est un club professionnel de soccer basé à Cary, dans l'État de Caroline du Nord. Après avoir joué plusieurs saisons en Première division de la USL et en 2010 dans la USSF Division 2 Professional League. Entre 2011 et 2017, la franchise évolue en North American Soccer League. À partir de 2018, il évolue dans le championnat de United Soccer League, la 2e division nord-américaine.

## Historique

### Repères historiques
- 2006 : fondation du club sous le nom des RailHawks de la Caroline
- 2017 : le club est renommé North Carolina FC

### Histoire
L'arrivée de l'équipe de Cary dans le championnat USL est annoncé le 26 janvier 2006 lors d'une conférence de presse au SAS Soccer Park. Après quelques changements durant l'après-saison en 2008, les RailHawks changent de propriétaires et c'est un groupe d'investisseurs qui prend les rênes du club. Le groupe d'investisseur comprend, Selby et Brian Wellman (Wellman Family Limited), Bob Young (HTCFC, Inc.), le Dr. H. Paul Singh (Singh Holdings) et Boris Jerkunica.
Le 11 octobre 2006, l'ancien défenseur des Rochester Rhinos Scott Schweitzer est nommé entraîneur des RailHawks. Schweitzer a joué à l'Université de Caroline du Nord et est retiré des terrains depuis la saison 2005. Le 5 décembre 2006, les RailHawks signent leur premier joueur. Parmi les engagés se trouvent deux anciens joueurs de l'UNC Tar Heel, Chris Carrieri et Caleb Norkus ainsi que certains anciens joueurs de Major League Soccer et de United Soccer Leagues en plus de joueurs étrangers.
Le 6 mars 2007, les RailHawks font un partenariat avec la Next Level Academy (NLA) et le Capital Area Soccer League (CASL) pour développer le système de jeunes dans le Triangle de la Caroline du Nord. Ainsi, les équipes de jeunes qui participent sous le nom de CASL à la Super Y-League jouent sous le nom des CASL RailHawks.
Le club lance sa saison inaugurale le 21 avril 2007 devant 6 327 spectateurs au SAS Soccer Park en décrochant le match nul 1-1 face au Thunder du Minnesota dans leur tout premier match de la saison régulière. Le milieu de terrain Kupono Low a inscrit le premier but de l'histoire de la franchise quand il frappe de 20 mètres à la 8e minute. Le 8 mai, les RailHawks remportent leur premier match face aux Chivas USA, équipe de Major League Soccer dans un match amical.
Le 14 août 2007, grâce à une victoire 3-0 face au Battery de Charleston, les RailHawks s'assurent le Southern Derby Cup, compétition organisée par les fans des équipes des États du Sud. Les RailHawks finissent leur première saison d'USL-1 à la 8e position, assurant leur qualification pour les playoffs à la dernière journée avec une victoire 2-0 contre la franchise de Victory de la Californie. Ils sont malgré tout éliminés en quart de finale face aux futurs champions, les Sounders de Seattle. Les RailHawks ont atteint par la première les demi-finales de l'US Open Cup en 2007.
Martin Rennie est nommé au poste d'entraîneur pour préparer la saison 2009. En novembre 2009, les RailHawks annoncent leur intention de quitter l'USL First Division pour devenir cofondateurs de la nouvelle North American Soccer League qui devait commencer en 2010. Cette ligue, qui a été autorisée par la United States Soccer Federation et la Canadian Soccer Association, comprenait également les Silverbacks d'Atlanta, le Crystal Palace Baltimore, le Miami FC, le Thunder du Minnesota, l'Impact de Montréal, le FC Tampa Bay, les Whitecaps de Vancouver et la nouvelle équipe amenée par l'AC St. Louis. Après diverses actions judiciaires, l'USSF a permis la création d'un championnat de deuxième division temporaire. L'intérim est annoncé le 7 janvier 2010 avec la création de l'USSF Division 2 comprenant des clubs de USL-1 et de la future NASL. Les RailHawks finit la saison régulière à la 2e place et est éliminé en finale par les Islanders de Porto Rico (0-2 ; 1-1).
Le 31 décembre 2010, la franchise est vendu par Selby Wellman au groupe Traffic Sports USA. Pour la saison 2011, les RailHawks fait partie des 8 équipes de la première saison de la NASL, nouvelle formule. L'équipe termine la saison régulière à la 1re place, et est éliminé en demi-finale par les NSC Minnesota Stars lors de la séance de tirs au but. Le 6 décembre 2011, Colin Clarke, est le nouvel entraîneur des RailHawks pour la saison 2012.
En 2015, l'équipe est vendue à Steve Malik. En 2016, la franchise recrute l'international mexicain Omar Bravo. Puis, le 12 juillet, les RailHawks affronte West Ham United à l'occasion d'une rencontre amicale au WakeMed Soccer Park, où 10 125 spectateurs font le déplacement.
En préparation de la saison 2017, les RailHawks de la Caroline deviennent le North Carolina FC le 6 décembre 2016. Le 16 novembre 2017, la franchise rejoint la United Soccer League pour la saison 2018.

## Palmarès et records

### Palmarès
| Compétitions nationales | Trophées mineurs                                                                       |
| - USSF Division 2 - Vainqueur de la Conférence NASL : 2010 - North American Soccer League - Vainqueur de la saison régulière : 2011 | - Southern Derby Cup - Vainqueur : 2007, 2008 et 2009 - Copa Tecate - Vainqueur : 2009 |

### Bilan par saison
| Année           | Ligue              | Saison régulière | Saison régulière | Saison régulière | Saison régulière | Saison régulière | Saison régulière | Saison régulière | Position | Position | Séries éliminatoires | US Open Cup     | Affl. moy. saison régulière | Affl. moy. séries éliminat. |
| Année           | Ligue              | M                | V                | N                | D                | BP               | BC               | Pts              | Conf.    | Ligue    | Séries éliminatoires | US Open Cup     | Affl. moy. saison régulière | Affl. moy. séries éliminat. |
| --------------- | ------------------ | ---------------- | ---------------- | ---------------- | ---------------- | ---------------- | ---------------- | ---------------- | -------- | -------- | -------------------- | --------------- | --------------------------- | --------------------------- |
| 2007            | USL First Division | 28               | 8                | 12               | 8                | 24               | 34               | 32               | -        | 8e       | Quart de finale      | Demi-finale     | 5 124                       | 923                         |
| 2008            | USL First Division | 30               | 9                | 11               | 10               | 34               | 43               | 37               | -        | 8e       | Non qualifié         | Troisième tour  | 3 869                       | N/Q                         |
| 2009            | USL First Division | 30               | 16               | 7                | 7                | 43               | 19               | 55               | -        | 2e       | Quart de finale      | Deuxième tour   | 2 943                       | 2 471                       |
| 2010            | USSF Division 2    | 30               | 13               | 9                | 8                | 44               | 32               | 47               | 1er      | 2e       | Finale               | Deuxième tour   | 2 241                       | 3 506                       |
| Passage en NASL |                    |                  |                  |                  |                  |                  |                  |                  |          |          |                      |                 |                             |                             |
| 2011            | NASL               | 28               | 17               | 3                | 8                | 50               | 26               | 54               | -        | 1er      | Demi-finale          | Non inscrit     | 3 353                       | 4 002                       |
| 2012            | NASL               | 28               | 10               | 10               | 8                | 44               | 46               | 40               | -        | 4e       | Demi-finale          | Quatrième tour  | 3 883                       | 2 859                       |
| 2013            | NASL Spring        | 12               | 5                | 5                | 2                | 20               | 16               | 20               | -        | 2e       | Non qualifié         | Quart de finale | 4 708                       | N/Q                         |
| 2013            | NASL Fall          | 14               | 7                | 2                | 5                | 21               | 16               | 23               | -        | 2e       | Non qualifié         | Quart de finale | 4 708                       | N/Q                         |
| 2014            | NASL Spring        | 9                | 4                | 2                | 3                | 11               | 15               | 14               | 4e       | 5e       | Non qualifié         | Quart de finale | 4 551                       | N/Q                         |
| 2014            | NASL Fall          | 18               | 7                | 3                | 8                | 27               | 28               | 24               | 5e       | 5e       | Non qualifié         | Quart de finale | 4 551                       | N/Q                         |
| 2015            | NASL Spring        | 10               | 3                | 5                | 2                | 15               | 10               | 14               | 3e       | 6e       | Non qualifié         | Troisième tour  | 4 539                       | N/Q                         |
| 2015            | NASL Fall          | 20               | 6                | 3                | 11               | 29               | 39               | 21               | 7e       | 6e       | Non qualifié         | Troisième tour  | 4 539                       | N/Q                         |
| 2016            | NASL Spring        | 10               | 4                | 2                | 4                | 11               | 13               | 14               | 7e       | 8e       | Non qualifié         | Quatrième tour  | 5 058                       | N/Q                         |
| 2016            | NASL Fall          | 22               | 7                | 5                | 10               | 25               | 35               | 26               | 7e       | 8e       | Non qualifié         | Quatrième tour  | 5 058                       | N/Q                         |
| 2017            | NASL Spring        | 16               | 6                | 3                | 7                | 21               | 22               | 21               | 5e       | 3e       | Demi-finale          | Quatrième tour  | 4 471                       | N/A                         |
| 2017            | NASL Fall          | 16               | 5                | 9                | 2                | 25               | 15               | 24               | 3e       | 3e       | Demi-finale          | Quatrième tour  | 4 471                       | N/A                         |
| Passage en USL  |                    |                  |                  |                  |                  |                  |                  |                  |          |          |                      |                 |                             |                             |
| 2018            | USL                |                  |                  |                  |                  |                  |                  |                  |          |          |                      | À venir         |                             |                             |

## Couleurs et logo
Le nom officiel de la franchise ainsi que ses couleurs (orange, blanc et bleu) et son logo a été annoncé le 19 juillet 2006, à la mi-temps du 2006 USL All-Star Match. Le logo présente un bouclier avec un portrait d'un "RailHawk" au-dessus de rails où est inscrit Carolina RailHawks ainsi qu'un ballon de soccer.
Le « RailHawk » est un oiseau chasseur fictif qui combine la vitesse et la puissance d'une locomotive avec la nature agressive et féroce d'un faucon. Le nom « RailHawks » est choisi à l'issue d'un concours de suggestions remporté par un blogueur intéressé au football et fondateur des Triangle Soccer Fanatics, le groupe de supporters indépendant du club. Il reçoit deux abonnements à vie en guise de récompense.

Logo des Carolina RailHawks (2007-2016)
Logo du North Carolina FC (depuis décembre 2016)

## Stade

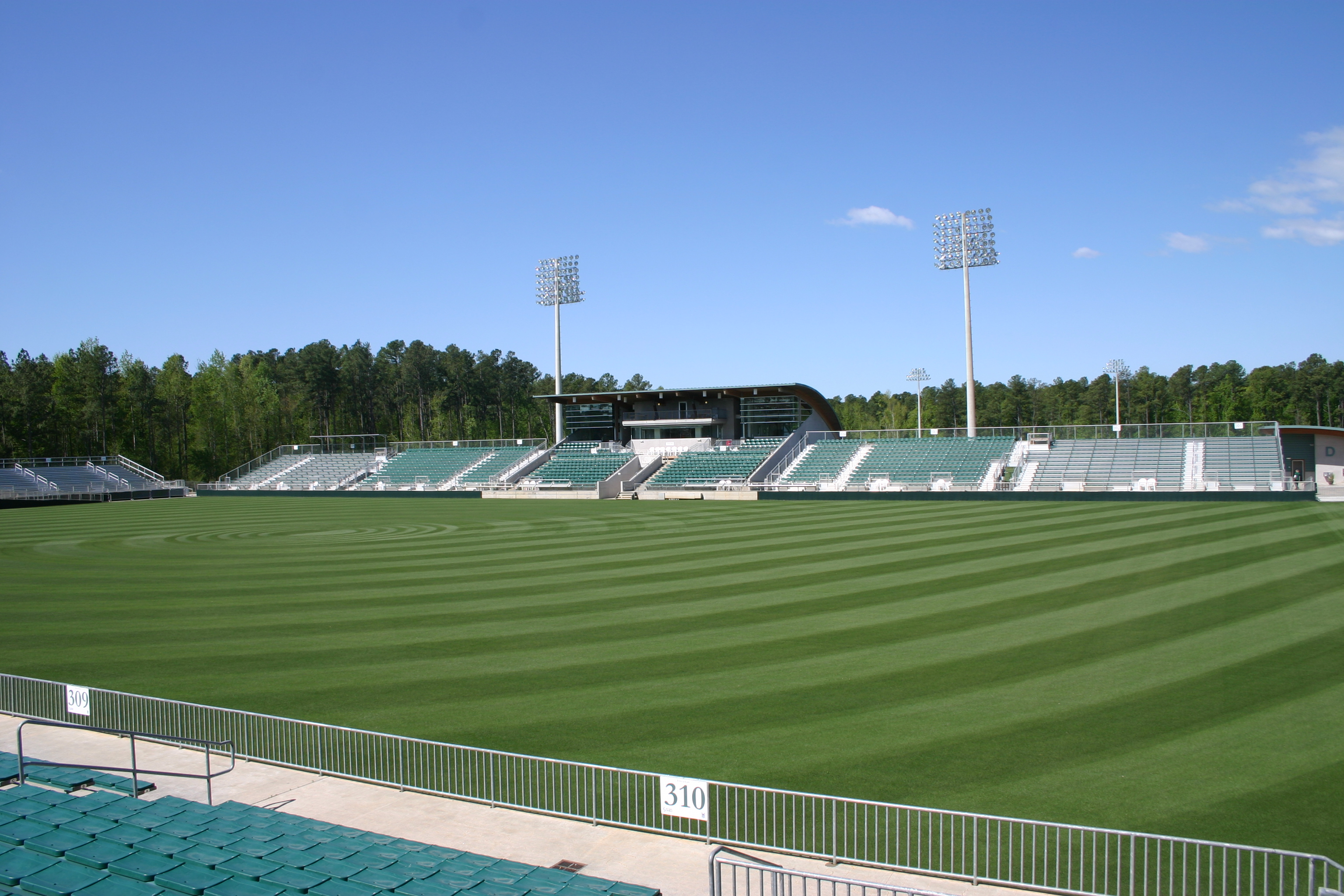
WakeMed Soccer Park, le stade des Railhawks depuis 2007

Les RailHawks jouent leurs matchs à domicile au WakeMed Soccer Park (anciennement nommé SAS Soccer Park), une enceinte destinée aux rencontres de soccer située à Cary, en Caroline du Nord qui a ouvert en mai 2002.
Le complexe est constitué d'un terrain principal encadré de tribunes, de deux terrains éclairés et de quatre autres terrains. Le terrain principal et les deux éclairés (2& 3) sont aux normes FIFA au niveau des dimensions. Le terrain principal est entouré de 6883 sièges, étendables à 10000 avec des tribunes provisoires. Le terrain 2 a quant à lui une tribune permanente de 1000 sièges.
Le parc s'étend sur 0,61 km2 que l'État de Caroline du Nord a cédé au Comté de Wake. La ville de Cary assure la maintenance du site. Le 26 janvier 2006, la municipalité de Cary dépose un décret permettant de louer au Triangle Professionnal Soccer l'enceinte afin de lui permettre d'organiser des rencontres de soccer au niveau professionnel ainsi que des matchs de crosse.

## Personnalités du club

### Entraîneurs
Le tableau suivant présente la liste des entraîneurs du club depuis 2007.
| Rang | Nom              | Période     |
| ---- | ---------------- | ----------- |
| 1    | Scott Schweitzer | 2007-2008   |
| 2    | Martin Rennie    | 2009-2011   |
| 3    | Colin Clarke     | depuis 2012 |

### Joueurs emblématiques
- Etienne Barbara
- Omar Bravo
- Futty Danso
- Jun Marques Davidson
- Gavin Glinton
- Julius James
- Kupono Low
- Nacho Novo
- Chris Nurse
- Paul Ritchie

## Soutien et image

### Rivalités

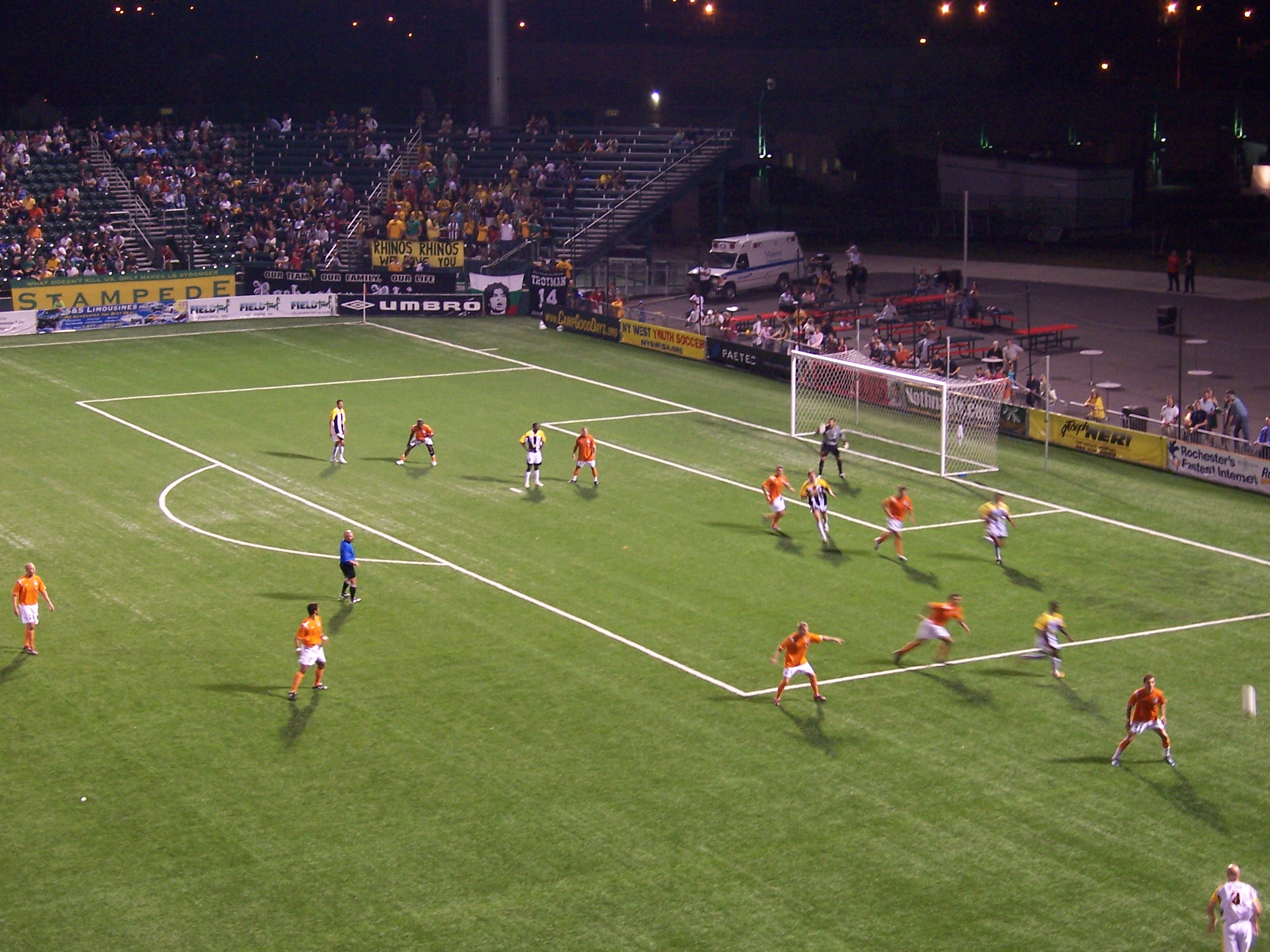
Les Railhawks (orange) contre les Rochester Rhinos (noir/blanc/jaune) le 6 juillet 2007 au PAETEC Park

Charleston Battery et Atlanta Silverbacks Depuis qu'ils sont entrés en USL First Division, les RailHawks ont aussi rejoint le Southern Derby, faisant renaître la rivalité commencée en 2000 entre les supporters de Charleston Battery, Atlanta Silverbacks et des Raleigh Capital Express. En remportant la Southern Derby Cup lors de leur saison inaugurale, les RailHawks sont devenus la première équipe du Triangle a remporter la coupe depuis 2000 quand Raleigh l'avait gagné après 3 victoires, 1 défaite et 1 match nul face aux Silverbacks et les Battery lors de la première édition de la compétition.
La rivalité entre les trois clubs enfle avec le temps, notamment car l'entraîneur des RailHawks, Scott Schweitzer a, auprès des supporters de Battery, une réputation de défenseur que l'on aime détester, étant un ancien joueur des Rochester Rhinos. De plus, le propriétaire des Atlanta Silverbacks, Boris Jerkunica, a des parts d'action dans la franchise des Carolina RailHawks.
Rochester Rhinos C'est une rivalité développé entre les RailHawks et les Rochester Rhinos en raison de finances similaires et de joueurs attachés aux deux entités. Le Manager Général des RailHakws avait le même poste chez les Rhinos avant de venir dans la franchise de Cary et le Président des Rhinos avait des parts d'action dans le club. De plus, Scott Schweitzer, entraîneur des RailHawks était capitaine des Rhinos et certains joueurs proviennent de cette même formation.
Puerto Rico Islanders Les Carolina RailHawks et les Puerto Rico Islanders ont une rivalité en raison des couleurs des maillots. En effet, les supporters des Islanders étaient mécontents quand les RailHawks ont dévoilé leurs nouvelles couleurs (orange et bleu) car ceux-ci voulaient se différencier des autres équipes du Triangle, mais ces couleurs étaient justement celles des Islanders. La rivalité prend du poids lorsque le Président des Islanders, Andrés Guillemard-Noble accuse les RailHawks de vol d'identité.